# Philippe Tourault
Philippe Tourault, né le 29 janvier 1943 à Angers, est un conférencier, universitaire, chroniqueur et historien français, spécialiste de la Bretagne et de l'Anjou.

## Biographie
Philippe Tourault publie en 1967, sa thèse universitaire intitulée Un artisan de la Réforme catholique sous Louis XIV : Michel Le Peletier, évêque d'Angers (1692-1706) à l'université de Poitiers.
Il devient professeur à l'université catholique de l'Ouest. 
De 1990 à 2003, il est conservateur régional des Bâtiments de France,,.
Philippe Tourault est président du jury du grand prix du livre d'histoire, créé en 2007. Il est membre de l'Académie de Bretagne et des Pays de la Loire. Il est également chroniqueur à Nouvel Ouest. 
En 2014, il publie "Ces reines qui ont gouverné la France", un important ouvrage historique, de plus de 300 pages, sur des souveraines de France, aux éditions Perrin.
Plusieurs auteurs ont publié leurs travaux historiques sous la direction de Philippe Tourault.

## Publications
- Les Angevins au temps des guerres de religions, éditions Perrin, [1987][9].
- Anne de Bretagne, éd. Perrin. 1990, 1996, 2000, 2004[10],[11].
- Initiation à l'histoire de l'Église, éd. Perrin, 1996.
- Saint Dominique face aux Cathares, éd. Perrin, 1999.
- La Résistance bretonne du XVe siècle à nos jours, éd. Perrin, 2002[12].
- Les rois de Bretagne IVe – Xe siècle, éd. Perrin, 2005.
- Les ducs et duchesses de Bretagne, éd. Perrin, 2009[13].
- Le Secret d'Arthur, éd du Rocher, 2011
- Ces reines qui ont gouverné la France, éd. Perrin, 2014, 309 p.[14],[15],[16],[17]
- Histoire de la Bretagne, Perrin, 2019
- Aliénor d'Aquitaine, Perrin, 2024